# Is It Me
It Is Me è il secondo singolo dei Kooks estratto dal loro terzo album Junk of the Heart, pubblicato il 4 settembre 2011 dall'etichetta discografica Virgin Records.

## Tracce
iTunes EP
1. Is It Me – 3:30
2. Winds of Change (The Magic Shop, NYC)
3. Outstanding (demo)
4. Stormy Weather (live from Hartlepool)